# Мамаева, Анастасия Георгиевна
Анастаси́я Гео́ргиевна Мама́ева (5 февраля 1916, Нурбель, Уржумский уезд, Вятская губерния, Российская империя — 17 августа 1994, Йошкар-Ола, Марий Эл, Россия) — марийский советский партийный и государственный деятель. Заместитель Председателя Совета Министров Марийской АССР (1951—1962), заместитель министра просвещения Марийской АССР (1962—1971). Член ВКП(б).

## Биография
Родилась 5 февраля 1916 года в дер. Нурбель Уржумского уезда Вятской губернии (ныне — п. Сернур Марий Эл) в крестьянской семье.
В 1934 году окончил Сернурский педагогический техникум, в 1936 году — Марийский учительский институт. В 1936—1941 годах работала учительницей истории в школах Волжского и Косолаповского районов Марийской АССР.
Перешла на партийную работу: в 1941—1951 годах — заведующая отделом агитации Косолаповского райкома ВКП(б), лектор Марийского обкома ВКП(б). В 1950 году окончила Высшую партийную школу при ЦК ВКП(б). В 1951—1962 годах была заместителем Председателя Совета Министров Марийской АССР, в 1962—1971 годах — заместителем министра просвещения МАССР. Председатель Женского совета Марийской АССР. 
В 1955—1963 годах избиралась депутатом Верховного Совета Марийской АССР IV—V созыва.
Её многолетняя общественно-политическая деятельность отмечена орденами Трудового Красного Знамени, «Знак Почёта», медалями, в том числе медалью «За трудовую доблесть», а также Почётной грамотой Президиума Верховного Совета Марийской АССР (трижды).
Ушла из жизни 17 августа 1994 года в Йошкар-Оле, похоронена там же.

## Награды
- Орден Трудового Красного Знамени (1960)[2]
- Орден «Знак Почёта» (1951)[2]
- Медаль «За трудовую доблесть» (1946)[2]
- Медаль «За доблестный труд. В ознаменование 100-летия со дня рождения Владимира Ильича Ленина»[2]
- Почётная грамота Президиума Верховного Совета Марийской АССР (1946, 1957, 1966)[2]